# Roviva

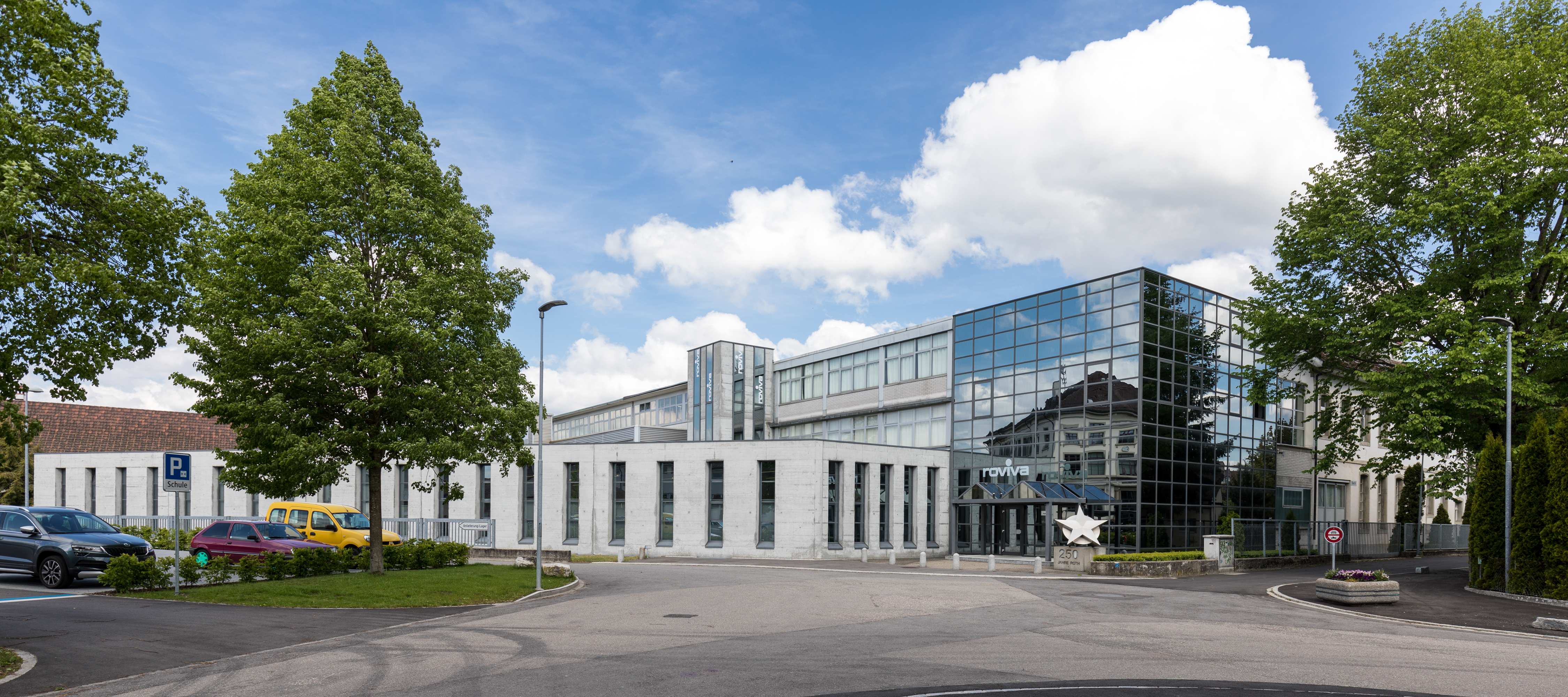
Gebäudekomplex der Roviva Roth & Cie. in Wangen an der Aare

Die Roviva Roth & Cie. AG (Firma Roth & Cie AG) ist ein Schweizer Hersteller von Matratzen und Bettwaren in Wangen an der Aare im Kanton Bern.
Das Familienunternehmen entstand aus einer von Johannes Roth 1748 gegründeten Rosshaarspinnerei. Mit dem im Jahr 2000 gegründeten Biltener Unternehmen Riposa ist es eines der beiden letzten Matratzenunternehmen in Schweizer Hand. Roviva gilt als «landesweit bekannte Traditionsmarke».
Im Jahr 2007 produzierte Roviva 70'000 Matratzen und 45'000 Einlegerahmen.
2018 wurden pro Tag 120 bis 150 Matratzen und 100 Einlegerahmen hergestellt, davon wurden 92 % in der Schweiz verkauft und 8 % exportiert. 60 Mitarbeiter arbeiteten 2018 im Unternehmen.
Alleininhaber und Geschäftsführer von Roviva in der neunten Generation ist seit 2001 Peter Patrik Roth. Nachdem 2019 über Verbindungen von Roth ins rechtsextremistische Milieu berichtet wurde, etwa zum rechtsextremen Modelabel White Rex, gab der Schwinger Curdin Orlik bekannt, die Werbepartnerschaft mit Roviva nicht mehr zu verlängern. In seinem Rücktrittsschreiben als Vorstand des Wirtschaftsverbandes Oberaargau distanzierte sich Roth von jeglichem rechtsextremen Gedankengut.